# Orthocis longulus
Orthocis longulus es una especie de coleóptero de la familia Ciidae.

## Distribución geográfica
Se encuentra al este de los Estados Unidos y en el noreste de México.